# Micheline Y. Guerlesquin
Micheline Y. Guerlesquin (París, 1928) es una botánica, algóloga, taxónoma, y profesora francesa.
Desarrolló su carrera académica y científica como profesora de botánica y conservadora en el Laboratorio de Botánica de la Facultad de Ciencias de la Universidad Católica del Oeste, en Angers.

## Algunas publicaciones
- e. Lambert-Servien, m.y. Guerlesquin. 2002. Habitat 3140: Eaux oligo-mesotrophes calcaires avec vegetation benthique a Chara spp. En v. Gaudillat, j. Haury, b. Barbier, f. Peschadour (eds.) Cahiers d'Habitats 3: Milieux humides.
- j. Haury, m. Jaffre, m.-c. Peltre, a. Dutartre, s. Muller, m. Tremolieres, j. Barbe, m.y. Guerlesquin, s. Müller. 1998. Application de la méthode milieu et végétaux aquatiques fixés à douze rivières françaises : typologie floristique ... Annales de Limnologie 34 (2): 129-138.
- j. Haury, m.-c. Peltre, s. Muller, m. Tremolieres, j. Barbe, a. Dutartre, m.y. Guerlesquin. 1996. Des indices macro- phytiques pour estimer la qualite des cours d'eau francais: premieres propositions. Ecologie 27: 233–244.
- g. Bornette, m.y. Guerlesquin, c.p. Henry. 1996. Are the Characeae able to indicate the origin of groundwater in former river channels? Vegetatio 125: 207–222.
- r.m. McCourt, k.g. Karol, m.y. Guerlesquin, m. Feist. 1996. Phylogeny of extant genera of the family Characeae (Charales, Charophyceae) based on rbcL sequences and morphology. Am. J. Bot. 83: 125–131.
- m.y. Guerlesquin. 1981. Contribution a la connaissance des Characees d'Amerique deu Sud (Bolivie, Equateur, Guyane francaise). Rev. Hydrobiol. trop. 14 (4): 381-404.
- r. Corhxon, m. Guerlesquin. 1972. Recherches sur les Charophycées d'Afrique Occidentale. Trav. Mém. Lab. Biol. Veg. Phyt. 25: 1-169, pl. 1-18, cartas 1-25, tab. 1-8, fot. 1-23.
- r. Corillion, c. Gillet, m.y. Guerlesquin. 1959. Criteres cytologiques, anatomiques et ecologiques en faveur du maintien d'un genre Charopsis ...

### Capítulos de libros
- Cap. VI: Las Carofíceas 241:250, Charophytes 232-240 claude Dejoux, a. Iltis. 1991. El Lago Titicaca: síntesis del conocimiento limnológico actual. Ed. IRD Editions, 584 p.

- s.n. Singh, r.d. Tripathi. 2007. Environmental Bioremediation Technologies. Ed. ilustrada de Springer Sci. & Business Media, 520 p. ISBN 3540347933, ISBN 9783540347934

### Como editora
- 1991. Charophytes actuelles et fossiles: colloque organisé à Montpellier du 4 au 8 juillet 1989. Por N. Grambast-Fessard & M. Guerlesquin. Société Botanique de France, 99 p.

## Membresías
- de la Société Botanique de France[3]

- de la Société phycologique de France[4]